# Кілень
Кілень, Кілені (рум. Chileni) — село у повіті Харгіта в Румунії. Входить до складу комуни Сусень.
Село розташоване на відстані 252 км на північ від Бухареста, 39 км на північний захід від М'єркуря-Чука, 114 км на північ від Брашова.

## Населення
За даними перепису населення 2002 року у селі проживали 811 осіб, з них 808 осіб (99,6%) угорців. Рідною мовою 809 осіб (99,8%) назвали угорську.